# Connubio

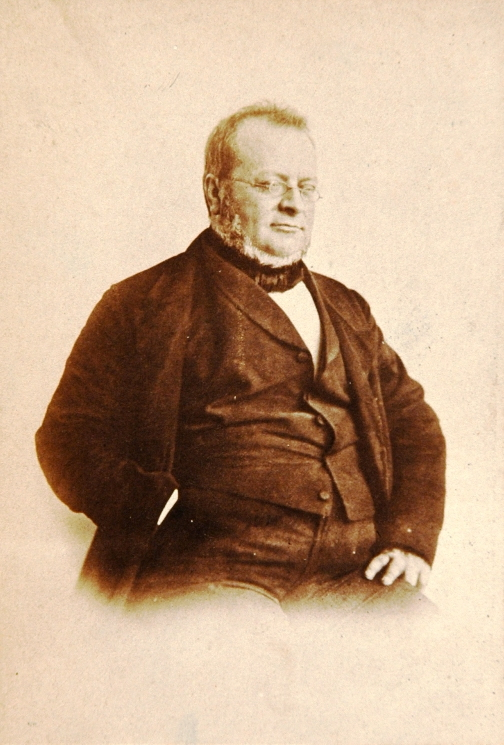
Camillo Cavour à l'époque du connubio.

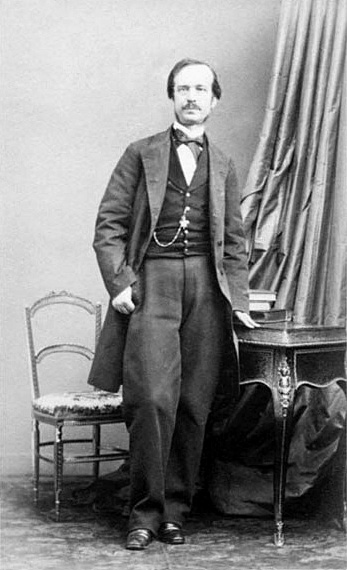
Urbano Rattazzi, en 1852 chef du Centrosinistra.

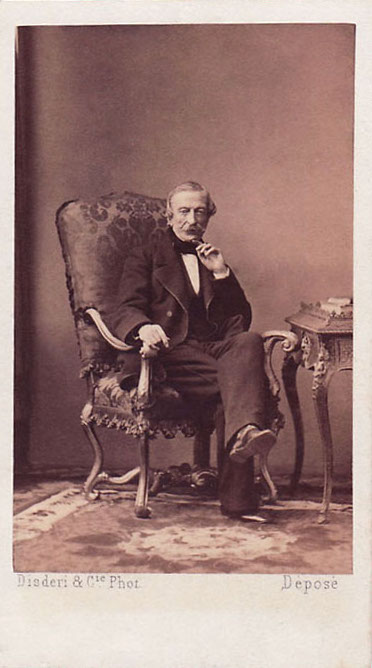
Massimo d'Azeglio.
Photographie par André Adolphe Eugène Disdéri.

L'expression Connubio (synonyme de « mariage » dans un sens ironique) indique l'accord politique de février 1852 entre les deux groupes du Parlement sarde, l'un du centre-droit dirigé par Camillo Cavour, et le second du centre-gauche dirigée par Urbano Rattazzi.
L'accord fut entravé à la fois par le président du Conseil de centre-droit alors en fonction, Massimo d'Azeglio et par le roi de Sardaigne Victor-Emmanuel II. Cavour dut démissionner de son poste de ministre, mais son premier gouvernement, qui sera formé en novembre, se basera sur les forces du « Connubio » pour mettre en œuvre une politique libérale.

## La crise française
Le 2 décembre 1851, Louis Napoléon Bonaparte, fomente un coup d'état mettant un terme à la Seconde République française et instaure à Paris le Second Empire.
La Printemps des peuples (1848) qui avait menacé l'Europe et le royaume de Sardaigne semblait être complètement défait à l'endroit même où il était né.
À Turin apparurent les prémices d'un risque similaire avec l'instauration d'une politique sécuritaire de la part du gouvernement de « centrodestra » conduit par le libéral Massimo d'Azeglio, bien que la droite ait perdu des positions dans le pays à cause de sa politique en faveur de l'Église,.
Cavour qui était le Ministre des Finances, de l'Agriculture et du Commerce, laissant D’Azeglio dans l'ignorance, à la veille du débat sur la modification de la loi sur la presse, engagé à une opération de rapprochement avec le « Centrosinistra » afin de prévenir le déploiement de la Droite.

## L’accord
L’accord a été entériné par une rencontre entre Camillo Benso, comte de Cavour et le chef du « Centrosinistra » Urbano Rattazzi, en présence de Domenico Buffa (1818-1858) et Michelangelo Castelli.
Les bases de l'entente étaient assez simples: abandon des ailes extrêmes du parlement, aussi bien de droite que de gauche et convergence du « Centrodestra » et du « Centrosinistra » sur un programme libéral de défense des  institutions constitutionnelles et de progrès civil et politique.

## La réforme de la loi sur la presse
L’occasion de vérifier la bonne tenue de l'entente a été le vote de la « loi sur la presse » pour laquelle la Droite avait demandé un durcissement des normes, mais Cavour déclara que le gouvernement refusait de modifier le texte présenté.
Le 5 février 1852, après avoir entériné le recul de la Droite, Cavour prit acte du soutien du Centrosinistra et annonça qu'il était prêt à renoncer aux votes de la Droite. Il fit un long discours au Parlement, parmi un de ses plus importants, centré sur la défense de la liberté de la presse.
Le 10 février 1852 la loi sur la presse fut approuvée par la Chambre avec 100 voix favorables contre 44 contraires. Les députés de la Droite votèrent en faveur avec ceux du Centrodestra de Cavour; ceux de Centrosinistra et de Gauche dispersèrent leurs suffrages entre « pour ou contre ». Les députés de ces deux tendances se prononcèrent individuellement quant au respect du « connubio », en considérant la déclaration de Rattazzi sur la nécessité de combattre la loi progressiste.

## Rattazzi président de la Chambre
Malgré-tout,des nouveaux équilibres s'instaurèrent: Un remaniement ministériel eut lieu en faveur de Cavour et le 4 mars 1852 le « connubio » fit preuve pour la première fois de sa consistance en faisant élire Urbano Rattazzi à la vice-présidence de la Chambre.
Entre-temps, le président de la Chambre Pier Dionigi Pinelli vint à décéder et le 23 avril 1852, Cavour proposa la candidature de Rattazzi pour la présidence. Le 11 mai, dns des grandes difficultés, au troisième scrutin, Rattazzi fut élu Président de la Chambre par 74 votes, contro les 52 de son rival Carlo Bon Compagni di Mombello qui recueillit les votes de la Droite, de certains de gauche et ceux des hommes proches du Président du Conseil D’Azeglio.
Ce dernier qui se trouvait désormais en confrontation avec son entreprenant ministre Cavour mais aussi avec le roi Victor Emmanuel II ne sembla pas apprécier le déplacement de l'axe politique vers la gauche. Le matin même du 11 mai 1852, le roi fit part de son avis contraire concernant l'élection de Rattazzi. À cette déclaration s'ajouta le jour suivant la démission de D’Azeglio

## Cavour quitte le gouvernement
Le 16 mai 1852 Victor Emmanuel II semblait disposé à affronter une crise de gouvernement et se montra favorable à D’Azeglio qui eut la charge de former une nouvelle équipe. Cavour fut remplacé au Ministère des Finances par Luigi Cibrario, tandis - que Carlo Bon Compagni di Mombello hérita de celui de la Justice ainsi qu'à interim et à l'Instruction à la place respective de Filippo Galvagno et de Luigi Farini.
Aussitôt mis en place, l’exécutif se révéla faible. Pour les hommes du « Connubio » composé par la frange la plus moderne du libéralisme piémontais, le principal objectif stratégique était de porter Cavour à la tête du gouvernement. Pour arriver à cette fin, la rupture avec D’Azeglio était indispensable.
Le 4 novembre 1852, Cavour, à la tête de la coalition libérale, issue du « Connubio » et faisant l'objet d'un important consensus devint pour la première fois Président du Conseil.

## Sources
- (it) Cet article est partiellement ou en totalité issu de l’article de Wikipédia en italien intitulé « Connubio Rattazzi-Cavour » (voir la liste des auteurs).